# SN 2006mi
SN 2006mi – supernowa typu Ia odkryta 19 października 2006 roku w galaktyce A020555-0400. Jej maksymalna jasność wynosiła 23,43m.